# Cloruro de hierro(II)
El cloruro de hierro(II), también llamado cloruro ferroso (FeCl2), es un compuesto iónico de hierro y cloruro que tiene mucha tendencia a oxidarse en cloruro férrico (FeCl3).

## Síntesis
Procede de una reacción clásica entre metales halógenos con el cloruro de hidrógeno.
Fe + 2 HCl → FeCl2 + H2
Para el FeCl2 la síntesis es más conveniente mediante el empleo de una solución de metanol con una alta concentración de ácido clorhídrico. El tratamiento del Fe con el metanol produce la solvatación [Fe(MeOH)6]Cl2 calentado en el vacío a ca. 160 °C proporciona FeCl2 puro.
Se puede obtener una síntensis alternativa de laboratorio para FeCl2 mediante FeCl3 con clorobenceno:
2FeCl3 + C6H5Cl → 2FeCl2 + C6H4Cl2 + HCl
El FeCl2 preparado de esta forma muestra una solubilidad en tetrahidrofurano, un solvente muy común en síntesis química.
Para una de estas dos reacciones clásicas del ferrocene (Fe(C5H5)2), el químico Wilkinson generó FeCl2 por calentamiento del FeCl3 en presencia de virutas de hierro.
Es una sal.

## Aplicaciones
- En metalurgia.
- Como agente reductor.
- Farmacéutica.
- Como mordientes para colorantes.
- Como precursor para obtener FeCl3

- Datos: Q407867
- Multimedia: Iron(II) chloride / Q407867

1. ↑  Número CAS